# Покровка (Фалештский район)
Покровка (рум. Pocrovca) — село в Фалештском районе Молдавии. Наряду с сёлами Новый Чолак, Старый Чолак, Фэгэдэу и Шолтоая входит в состав коммуны Новый Чолак.

## География
Село расположено на высоте 128 метров над уровнем моря.

## Население
По данным переписи населения 2004 года, в селе Покровка проживает 163 человека (75 мужчин, 88 женщин).
Этнический состав села:
| Национальность | Число жителей | Процентный состав |
| -------------- | ------------- | ----------------- |
| молдаване      | 83            | 50.92             |
| украинцы       | 79            | 48.47             |
| прочие         | 1             | 0.61              |
| Всего          | 163           | 100%              |